# Clorură de fier (II)
Clorura de fier (II), cunoscută și sub denumirea de clorură feroasă, este o sare a fierului cu acidului clorhidric, cu formula chimică FeCl2. Este un solid paramagnetic cu un punct de topire ridicat. FeCl2 cristalizează din apă formând un tetrahidrat de culoare verzuie, care este forma cea mai frecvent întâlnită în comerț și în laboratoare. Compusul este foarte solubil în apă, formând soluții colorate verde pal.

## Producere
Formele hidratate ale clorurii feroase sunt generate prin tratarea deșeurilor provenite din producția oțelului cu acid clorhidric. Astfel de soluții sunt denumite „acid uzat”, în special atunci când acidul clorhidric nu este consumat în totalitate:
{\displaystyle {\ce {Fe\ +\ 2HCl\ \rightarrow \ FeCl_{2}\ +\ H_{2}\uparrow }}}
„Acidul uzat” necesită tratament înainte de a fi eliminat. Este, de asemenea, un produs secundar din producția de titan, deoarece unele minereuri de titan conțin fier.

### Prepararea în laborator

#### FeCl2anhidră
Clorura feroasă poate fi preparată prin adăugare de pulbere de fier la o soluție de acid clorhidric în metanol. Această reacție dă solvatul metanolic al diclorurii, care după încălzire în vid la aproximativ 160 °C se transformă în FeCl2  anhidru. Reacția netă este prezentată:
{\displaystyle {\ce {Fe\ +\ 2HCl\ \rightarrow \ FeCl_{2}\ +\ H2\uparrow }}}
În mod analog, pot fi preparate și FeBr2  și FeI2 în stare anhidră.
O sinteză alternativă a clorurii feroase anhidre este reducerea FeCl₃ cu clorobenzen, conform reacției:
{\displaystyle {\ce {2FeCl_{3}\ +\ C_{6}H_{5}Cl\ \rightarrow \ 2FeCl_{2}\ +\ C_{6}H_{4}Cl_{2}\ +\ HCl}}}
Clorura ferică se descompune la cloruri feroase la temperaturi ridicate.

#### Hidrații
Dihidratul FeCl₂(H₂O)₂, cristalizează din acid clorhidric concentrat. Dihidratul este un polimer de coordinare, în structura căruia fiecare atom de Fe central este coordinat cu patru liganzi de clorură, de legătură dublă. Octaedrul este completat de o pereche de liganzi transacvatici reciproci.

## Aplicații
Spre deosebire de sulfatul feros și clorura ferică, clorura feroasă are puține aplicații comerciale. Pe lângă utilizarea în sinteza de laborator a complecșilor de fier, clorura feroasă servește ca agent de coagulare și floculare în tratarea apelor reziduale, în special pentru deșeurile care conțin cromați sau sulfuri.
FeCl2 este utilizat adeseori ca reactiv în sinteza compușilor organici.